# Mitmita

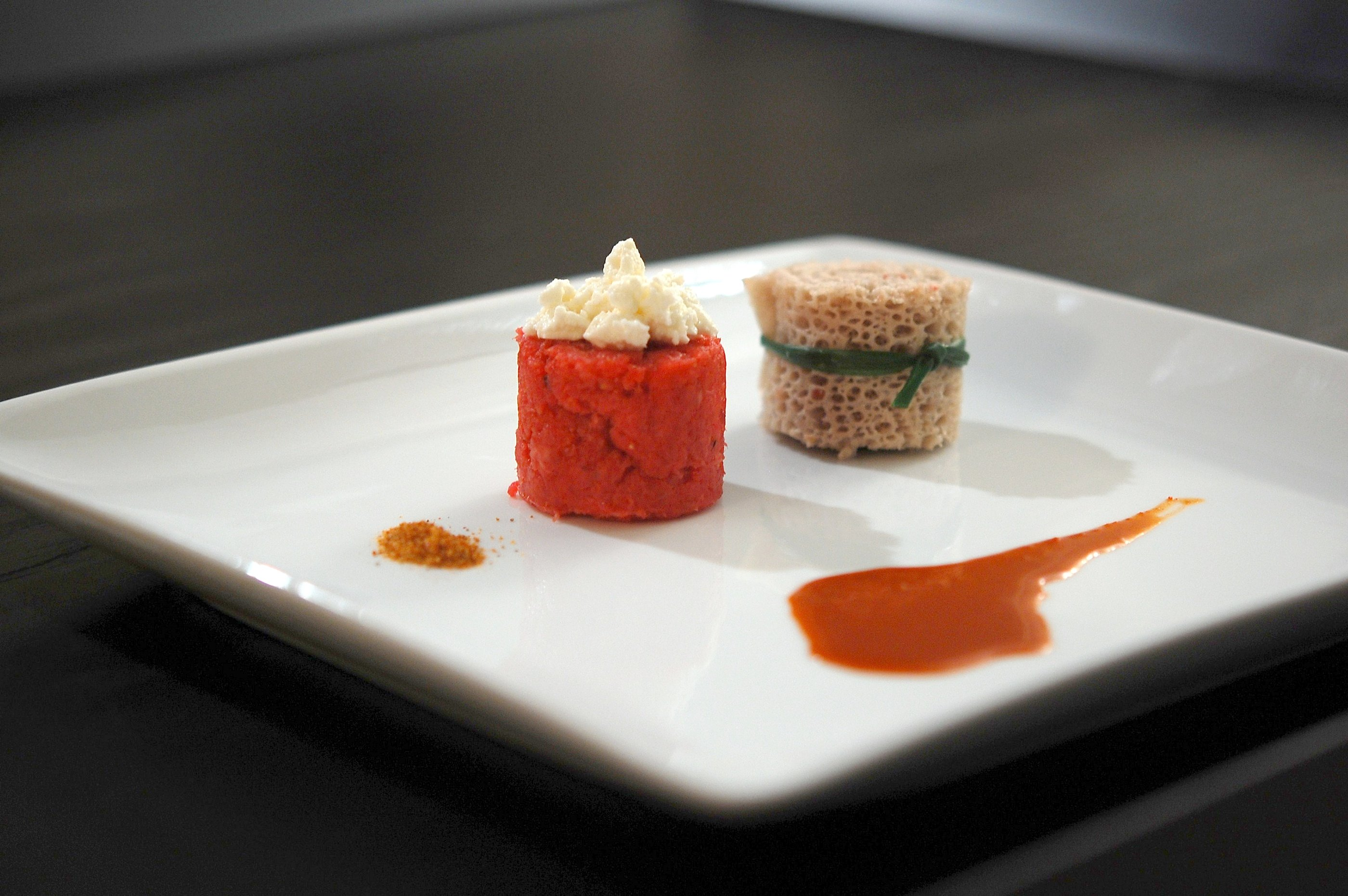
Pincée de mitmita accompagnant le ketfo.

Le mitmita (ge'ez: ሚጥሚጣ ; mīṭmīṭā) est un mélange d'épices en poudre utilisé dans la cuisine éthiopienne. De couleur rouge-orangé, il contient des piments pili-pili moulus, des graines de cardamome, des clous de girofle, de sel et occasionnellement d'autres épices telles que la cannelle, le cumin ou le gingembre…
Il est utilisé pour assaisonner le ketfo, un plat constitué de viande de bœuf crue. Il peut également être saupoudré sur le ful (fèves). Le mitmita peut aussi être servi comme condiment, saupoudré sur d'autres aliments ou versé à la cuillère sur une injera de façon à pouvoir y tremper la nourriture.

## Source
- (en) Cet article est partiellement ou en totalité issu de l’article de Wikipédia en anglais intitulé « Mitmita » (voir la liste des auteurs).